# مارکو گویدا
مارکو گویدا (متولد ۷ ژوئن ۱۹۸۱) داور ایتالیایی است که در سری آ این کشور سوت می‌زند. از سال ۲۰۱۴ در فهرست داوران فیفا قرار گرفته و به عنوان داور رده اول یوفا نیز رتبه‌بندی شده است.

## دوران داوری
در سال ۲۰۱۰، گویدا کار خود در سری آ را با قضاوت بازی دو تیم کیه‌وو و بولونیا در ۳۱ ژانویه آغاز کرد. در ژوئن ۲۰۱۱ بازی برگشت پلی‌آف سری بی بین نوارا و پادووا را داوری کرد و چند روز بعد، در بخش بولونیای اتحادیه داوران ایتالیا، جایزه جورجیو برناردی را برای بهترین داور تازه‌کار در سری آ دریافت کرد.
در سال ۲۰۱۴، او در لیست داوران فیفا قرار گرفت و در ۲ مارس آن سال قضاوت یکی از رقابت‌های کلاسیک فوتبال ایتالیا، یوونتوس–میلان را در کارنامه خود ثبت کرد. نخستین قضاوت او در رده باشگاهی بزرگسالان در سطح قاره‌ای در ۱۷ ژوئیه ۲۰۱۴ و در مرحله دوم مقدماتی لیگ اروپا ۱۵–۲۰۱۴ بین دو تیم بوتو پلوودیو بلغارستان و سنت پولتن اتریش بود. در ۴ سپتامبر ۲۰۱۴ اولین بازی ملی رده بزرگسالان را در بازی دوستانه بین کرواسی و قبرس قضاوت کرد و در ۲۳ نوامبر آن سال، دربی دلا مادونینا را نیز داوری کرد.
در ۲۰۱۵، از سوی یوفا برای قضاوت در جام ملت‌های اروپای زیر ۱۹ سال آن سال برگزیده شد.
در سال ۲۰۱۸، به عنوان داور مرحله گروهی لیگ اروپا، در روز دوم رقابت‌ها، بازی دو تیم آر.بی. لایپزیش و روزنبرگ را داوری کرد و در همین سال در سوپرلیگ چین نیز قضاوت داشت.
در اکتبر ۲۰۱۹ قضاوت در لیگ قهرمانان اروپا را در بازی بین دو تیم تاتنهام و ستاره سرخ بلگراد از مرحله گروهی رقابت‌های آن فصل تجربه کرد.
در پایان فصل ۲۰–۲۰۱۹ او ۱۵۵ بازی در سری آ را قضاوت کرده است.